# فیس تایم (اصطلاح انگلیسی)
فیس تایم یک اصطلاح انگلیسی برای تعامل مستقیم شخصی یا تماس بین دو یا چند نفر در یک زمان و مکان فیزیکی است. بنابراین فیس تایم در «زندگی واقعی» رخ می‌دهد و عمدتاً با تعامل یا تماسی که از راه دور (مثلاً از طریق تلفن) و/یا الکترونیکی (مثلاً از طریق ایمیل، پیام‌رسانی فوری، تجارت الکترونیک، رسانه‌های اجتماعی یا شبیه‌سازی‌های رایانه‌ای) رخ می‌دهد، تضاد دارد.
این اصطلاح در ابتدا یک زبان محاوره ای بود، اما با افزایش تعداد افرادی که در سراسر جهان معمولاً و به‌طور گسترده به ارتباطات از راه دور و اینترنت برای ارتباطات شخصی و تجاری متکی هستند، وارد زبان عامیانه شده‌است.

## بیشتر خواندن
- سیاست اتاق خبر: گرفتن وقت چهره
- آیا آموزش الکترونیکی آموزش را متحول کرده‌است؟